# Aganippe modesta
Aganippe modesta là một loài nhện trong họ Idiopidae.
Loài này thuộc chi Aganippe. Aganippe modesta được William Joseph Rainbow & Pulleine miêu tả năm 1918.